# The Sound Pattern of English
The Sound Pattern of English é uma obra teórica de Noam Chomsky e Morris Halle sobre fonologia publicada em 1968. Apresenta uma visão geral da fonologia do inglês e tem sido uma influente referência nos trabalhos seguintes. Chomsky e Halle apresentam uma visão da fonologia como subsistema linguístico, separado de outros componentes da gramática, que transforma uma sequência fonêmica subjacente de acordo com regras transformacionais e produz sua saída fonética, forma proferida por um falante. A teoria ajusta-se ao restante das primeiras teorias chomskyanas da linguagem, articulada à sua primeira obra, Syntactic Structures (1957), concentrada na sintaxe.